# Лонго, Роберт
Роберт Лонго (англ. Robert Longo, род. 7 января 1953 года, Нью-Йорк) — американский художник, живёт и работает в Нью-Йорке.

## Биография
Роберт Лонго родился в 1953 году в Бруклине (Нью-Йорк), и вырос на Лонг-Айленде. В детстве на него большое влияние оказала массовая культура — кино, телевидение, журналы и комиксы, которые в значительной степени сформировали его художественный стиль.
Лонго учился в Университете Северного Техаса (Дентон), но не получил степень. Впоследствии занимался скульптурой под руководством Леонды Финке, которая убедила его всерьез заняться искусством. В 1972 году Лонго получил грант в Академии изящных искусств во Флоренции (Италия). Вернувшись в Нью-Йорк, Лонго поступил в Государственный колледж Буффало и в 1975 году получил степень бакалавра искусств. В колледже Буффало художник учился под руководством профессора Джозефа Пиччилло, а также общался с художницей Синди Шерман, которая училась в том же колледже.
Во время учебы Роберт Лонго вместе с друзьями основал авангардную галерею Hallwalls. Основание галереи позволило Лонго познакомиться со многими художниками. В 1970-е Роберт Лонго переехал в Нью-Йорк.
В 1980-е годы Лонго, наряду с Синди Шерман и Дэвидом Салле, стал широко известен, его работы часто выставлялись, публиковались и покупались.
Несмотря на то, что Роберт Лонго изучал скульптуру, он работает как график. Для создания произведений художник часто использует ксерокс, проектор и другие технические средства для обработки фотографий, их увеличения или искажения, а затем создает рисунки углем и карандашом на основе измененных изображений.
Работы художника характеризуются великолепной техникой рисования и постоянным обращением к массовой культуре, к потокам визуальной информации, которая нас окружает. Одной из самых известных графических серий автора стала «Люди в городах», она насчитывает около 60 работ, созданных в период между 1979 и 1982 годами.

## Другие проекты
В конце 1970-х Лонго исполнял экспериментальную панк-музыку в Нью-Йоркских рок-клубах в проекте «Ментоловые войны» (Robert Longo’s Menthol Wars). Является сооснователем авангардной группы X-Patsys (совместно с супругой Барбарой Зуковой, Йоном Кесслером, Кноксом Чандлером, Шоном Конли, Джонатаном Кейном и Энтони Коулменом).
В 1980-е Лонго срежиссировал нескольких музыкальных клипов, в том числе песни «The One I Love» группы R.E.M., «Bizarre Love Triangle» группы New Order и «Peace Sells» группы Megadeth.
В 1992 году художник выступил в качестве режиссёра одного из эпизодов сериала «Байки из склепа» под названием «Это убьет тебя» (This’ll Kill Ya). Наиболее известная из режиссёрских работ Лонго — фильм 1995 года «Джонни Мнемоник» по рассказу Уильяма Гибсона. В фильме снимались Киану Ривз, Дольф Лундгрен и Такеши Китано. Фильм считается классикой киберпанка. Эскизы Лонго к визуализации фильма можно посмотреть на его официальном сайте.

## Интересные факты
Одна из работ серии «Люди в городах» в 1981 году была использована авангардным композитором Гленном Бранка для своего дебютного альбома. Работы этой серии можно увидеть в квартире персонажа фильма «Американский психопат». В 2010 году Лонго сотрудничал с итальянским брендом Боттега Венета, фотографируя моделей в стиле, напоминающем «Люди в городах».